# Власатица
Власа̀тица е село в Северозападна България. То се намира в община Враца, област Враца. 
Името на селото произлиза от ливадната трева власатка
Кмет, Искрен Савов  - ПП ВЪЗРАЖДАНЕ!

## География
Селото се намира в полите на Врачанския балкан на 17 километра от Враца. Разположено е по левия бряг на р. Въртешница. 
На изток от Власатица е с. Лиляче, на юг – с. Българска Бела, на запад – с. Криводер и Пудрия, и на север – с. Голямо Бабино и Криводол.

## Население
Преброяване на населението през 2011 г.
Численост и дял на етническите групи според преброяването на населението през 2011 г.:
|                     | Численост | Дял (в %) |
| Общо                | 354       | 100,00    |
| Българи             | 329       | 92,93     |
| Турци               | 0         | 0,00      |
| Цигани              | 22        | 6,21      |
| Други               | 0         | 0,00      |
| Не се самоопределят | 0         | 0,00      |
| Неотговорили        | 1         | 0,28      |

## История
На североизток от селото се издига неизследвана тракийска надгробна могила, а на север са развалините на средновековна българска църква, наричана Латинската.
Село Власатица е основано още преди края на XIV в. Среща се с днешното си име в османските регистри от 1617 г. като село с 15 домакинства, а в друг документ от 1632 г. е записано като „село Власатиче“.
В края на XVIII в. кърджалийски банди опустошават селото и жителите му намерили спасение в близките гори. След като опасността преминала, те възстановили селото на старото му място.
Черквата в селото „Света Параскева (Петка)“ е обновена на 14-ти октомври 2019 година, Петковден, от Врачански митрополит Григорий.